# Москаленко Євген Григорович
Євге́н Григо́рович Москале́нко (26 листопада 1990 — 20 вересня 2014) — старший солдат Збройних сил України, учасник російсько-української війни.

## Життєвий шлях
Народився 1990 року в місті Запоріжжя. 2008 року закінчив запорізьку ЗОШ № 64, 2009-го — Запорізький професійний ліцей № 29, здобув спеціальність слюсаря з ремонту автомобілів. 2010 року призваний до Збройних Сил України у в/ч № 3021 Дніпропетровська, 2012 року припинив військову службу за контрактом у в/ч № 3033 міста Запоріжжя. Працював на меблевому підприємстві.
Призваний за мобілізацією 23 квітня 2014-го, водій службового автомобіля командира 23-го батальйону територіальної оборони Запорізької області «Хортиця». 20 вересня поблизу Маріуполя Євген перебував у машині за кермом у часі, коли біля неї розірвався ворожий снаряд. Від поранень загинув на місці, командир перед цим вийшов з автівки, щоб провести телефонну розмову — це врятувало йому життя.
Без Євгена лишились мама, дружина і син 2012 р.н.
Похований у місті Запоріжжя, Східне кладовище.

## Нагороди і вшанування
За особисту мужність і героїзм, виявлені у захисті державного суверенітету та територіальної цілісності України, вірність військовій присязі під час російсько-української війни, відзначений — нагороджений
- 29 вересня 2016 року — орденом «За мужність» III ступеня (посмертно)[2]
- Його портрет розміщений на меморіалі «Стіна пам'яті полеглих за Україну» у Києві: секція 4, ряд 7, місце 20
- Нагороджений орденом «За заслуги перед Запорізьким краєм» 3-го ступеня (посмертно)
- 21 вересня 2015 року відкрито меморіальну дошку в навчально-виховному комплексі № 64 його честі[3]
- Вшановується в меморіальному комплексі «Зала пам'яті», в щоденному ранковому церемоніалі 20 вересня[4]